# Trechaleoides
Trechaleoides is een geslacht van spinnen uit de  familie van de Trechaleidae.

## Soorten
- Trechaleoides biocellata (Mello-Leitão, 1926)
- Trechaleoides keyserlingi (F. O. P.-Cambridge, 1903)